# Raymond Bonnefous
Raymond Bonnefous, né le 8 mai 1893 à Rodez et mort le 5 juillet 1979 dans la même ville, est un homme politique français.

## Biographie

### Famille et études
Fils de Louis Bonnefous, chirurgien et député de l'Aveyron de 1928 à 1936, Raymond Bonnefous est issu d'une famille originaire d'Auriac-Lagast, au château de Randan, toujours propriété historique familiale. Il fait partie de la bourgeoisie rurale de province alliant la propriété agricole de Randan et la fonction médicale. Après des études secondaires au lycée de Rodez, il s'inscrit à la faculté de médecine de Toulouse. Après la Première Guerre mondiale, à 28 ans, il reçoit la Croix de guerre 1914-1918 et est fait chevalier de la Légion d'honneur. Il est interne des hôpitaux de Toulouse de 1919 à 1924 avant d'exercer comme chirurgien à Rodez.

### Carrière politique

#### Sous lesIIIeetIVeRépubliques
En 1935, il est élu maire de Rodez, fonction qu'il conserve jusqu'en 1944.
En septembre 1945, il est élu conseiller général du canton de Rodez, puis en 1949 il succède à Paul Ramadier à la présidence du conseil général de l'Aveyron.
Il est candidat aux élections de 1945 à l'Assemblée constituante. Il est premier de la liste républicaine indépendante de rénovation sociale et agraire aux élections pour la seconde Assemblée constituante du 2 juin 1946.
Son élection au Conseil de la République (Sénat sous la IVe République) le 8 décembre 1946 avec le soutien des républicains indépendants est plus difficile, car il recueille le même nombre de voix que René Jayr, soutenu par le MRP. Raymond Bonnefous est alors élu au bénéfice de l'âge.
Au Conseil de la République, il rejoint le groupe des républicains indépendants, et siège aux commissions de l'éducation nationale et de la famille.
Il est réélu conseiller général en 1951 et 1958, puis président du conseil général en 1951, 1955 et 1958. Il redevient en outre conseiller municipal de Rodez en 1953.

#### Sous laVeRépublique
Les 2 et 3 juin 1958, Raymond Bonnefous approuve le gouvernement du général de Gaulle et la révision constitutionnelle. Il abandonne la présidence de la commission de l'intérieur pour prendre en 1959, la vice-présidence de la commission des lois constitutionnelles, de la législation, du suffrage universel, du règlement et des pétitions.
Il se présente à nouveau le 26 avril 1959 aux premières élections sénatoriales de la Ve République, sur une liste des Républicains indépendants et paysans, où il est réélu dès le premier tour du scrutin. Il est de même réélu aux élections sénatoriales du 23 septembre 1962. Il finit sa carrière au Sénat le 1er octobre 1971, quand s'achève son mandat de neuf ans.
Réélu conseiller général en 1964 et 1970, il représente le nouveau canton de Rodez-Ouest à partir de 1973 et occupe la présidence du conseil général jusqu'en 1976, date à laquelle il se retire de la vie politique.